# Premiers Secours (série télévisée)
Pour les articles homonymes, voir Premiers secours.
Premiers Secours (Rescue 77) est une série télévisée américaine en huit épisodes de 42 minutes, créée par Gregory Widen et diffusée du 15 mars au 3 mai 1999 sur le réseau The WB.
En France, la série a été diffusée à partir du 30 octobre 2000 sur M6. Elle reste inédite dans les autres pays francophones.

## Synopsis
Les vies personnelles et professionnelles de trois paramédicaux affectés à Los Angeles, en Californie dans une caserne de pompiers nommée Station 77. Kathleen Ryan reprend son travail et des tensions romantiques s'installent entre elle et son partenaire Micheal Bell, qui sort avec une infirmière. Ce dernier est en conflit avec son père, qui veut qu'il travaille dans l'entreprise familiale. Le troisième membre de l'équipe est Wick Lobo, une jeune recrue énergique. Les personnages principaux ont en commun un sens élevé du devoir et sont loyaux les uns envers les autres et envers leur commandant, le capitaine Dufree.

## Fiche technique
- Titre original : Rescue 77
- Titre français : Premiers Secours
- Création : Gregory Widen
- Réalisation : Kevin Hooks, Harvey S. Laidman, Eric Laneuville, Reynaldo Villalobos
- Scénario : Gregory Widen, Kevin Arkadie, Melissa Baker, Don O. Knowlton, Eric Laneuville, Jeff Vlaming, Elle Johnson, Jorge A. Reyes
- Musique : Gary S. Scott, Justin Caine Burnett
- Société de distribution : The WB
- Pays :  États-Unis
- Langue : anglais
- Format : couleur - 35 mm - 1,33:1 - son mono
- Genre : série dramatique
- Nombre d'épisodes : 8 (1 saison)
- Durée : 42 minutes
- Dates de première diffusion : 
  - États-Unis : 15 mars 1999
  - France : 30 octobre 2000

## Distribution

### Acteurs principaux
- Christian Kane (VF : Adrien Antoine) : Wick Lobo
- Marjorie Monaghan (en) (VF : Dominique Westberg) : Kathleen Ryan
- Victor Browne (VF : Guillaume Lebon) : Michael Bell
- Richard Roundtree (VF : Thierry Mercier) : le capitaine Durfee

### Acteurs récurrents et invités
- Terence Knox (VF : Jean-Pierre Leclerc) : Hansen/Griffith (7 épisodes)
- Robia LaMorte (VF : Sophie Arthuys) : Megan Cates (5 épisodes)
- Jon Cypher : Charles Bell (3 épisodes)
- Kevin Rahm : Hansen (3 épisodes)
- Blake Heron
- Robert Kelker-Kelly (en)
- Nealla Gordon (en)
- Curt Lowens
- Sarah Lancaster
- Greg Grunberg : Paramedic #2
- Raphael Sbarge
- Karen Austin : Ruth Caraway
- Leila Arcieri
- Darby Hinton (en) : 27 Driver
- Michael Ray Bower (en) : Party Guy
- Shannon Wilcox (en)
- Marisa Petroro : Kelli Caraway
- Conor O'Farrell
- Dawn Stern : Dr Caufield
- Jim Lau : Cab driver
- Robert Keith
- Pancho Demmings : Police C.D.
- Colby French
- Troy W. Slaten : Panther
- Eric Matheny (en) : Fred Caraway

Source DSD Doublage

## Épisodes
| no | Titre                                     | Réalisation              | Scénario                      | Première diffusion (États-Unis) | Première diffusion (France) |
| -- | ----------------------------------------- | ------------------------ | ----------------------------- | ------------------------------- | --------------------------- |
| 1  | Intervention à haut risque Pilot          | Eric Laneuville          | Gregory Widen                 | 15 mars 1999                    | 30 octobre 2000             |
| 2  | Erreur de jugement Career Day             | Kevin Hooks              | Jeff Vlaming                  | 16 mars 1999                    | 30 octobre 2000             |
| 3  | La Finale A Bumpy Ride                    | Christopher Leitch       | Elle Johnson (en)             | 22 mars 1999                    | 31 octobre 2000             |
| 4  | Mariage tragique The Wedding              | Eric Laneuville          | Josef Anderson                | 23 mars 1999                    | 31 octobre 2000             |
| 5  | Le Pyromane [1/2] Remember Me [1/2]       | Eric Laneuville          | Gregory Widen                 | 29 mars 1999                    | 2 novembre 2000             |
| 6  | Le Pyromane [2/2] Remember Me [2/2]       | Harvey S. Laidman        | Don O. Knowlton Gregory Widen | 5 avril 1999                    | 2 novembre 2000             |
| 7  | Question de vie ou de mort Tunnel Vision  | Eric Laneuville          | Melissa Baker Eric Laneuville | 26 avril 1999                   | 3 novembre 2000             |
| 8  | Alerte toxique Mustard Gas, Hold the Mayo | Reynaldo Villalobos (en) | Kevin Arkadie                 | 3 mai 1999                      | 3 novembre 2000             |